# Rhenförbundet (1600-talet)
| Johann Philipp von Schönborn och Jules Mazarin,två av huvudaktörerna bakom Rhenförbundet 1658  |  | Johann Philipp von Schönborn och Jules Mazarin,två av huvudaktörerna bakom Rhenförbundet 1658 |
| Johann Philipp von Schönborn och Jules Mazarin, två av huvudaktörerna bakom Rhenförbundet 1658 |  |                                                                                               |

Rhenförbundet (fr. Alliance  du Rhin) var ett försvarsförbund mellan Frankrike och ett antal tyska stater, huvudsakligen riktat mot de österrikiska Habsburgarna. De förbundna förpliktade sig att med vapenmakt upprätthålla westfaliska fredens bestämmelser och att hindra genomtåg av trupper, som skulle kämpa mot Frankrike eller dess tyska bundsförvanter.
Initiativtagare till förbundet var Johann Philipp von Schönborn, ärkebiskop och kurfurste av Mainz. De medverkande tyska staternas motivation var framförallt att bevaka den ökade suveränitet de i och med Westfaliska freden hade fått inom det Tysk-romerska riket gentemot dess Habsburgske kejsare.
För Frankrike, som hyste ambitioner att så småningom utöka sitt område österut till Rhen, liksom att dominera den europeiska politiken, fanns det också skäl att försvaga den tysk-romerske kejsaren. I Frankrike var vid den här tiden Jules Mazarin regerande minister.
Den 15 augusti 1658 slöts avtal mellan Mainz, Köln, Pfalz-Neuburg, Braunschweig-Celle, Braunschweig-Lüneburg, Hessen-Kassel och Sverige för Bremen-Verden, med Frankrike den 16 augusti och en tid senare med stiften Trier och Münster. I historielitteraturen förekommer både de nämnda datumen och att det skulle röra sig om den 14:e respektive 15 augusti. Till förbundet anslöt sig så småningom ytterligare stater.
Efter upprepade påtryckningar från påven, bidrog Rhenförbundet med soldater till den stora styrka från Österrike, Tysk-romerska riket och Frankrike som kom att besegra det Osmanska rikets styrkor i Slaget vid Sankt Gotthard, i östra Österrike, den 1 augusti 1664.
Förbundet upplöstes 1668.